# 卢佩西乌
卢佩西乌是巴西圣保罗州的一个市镇。总面积155.025平方公里，总人口4339人，人口密度28人/平方公里。